# Grand Prix automobile de Las Vegas 1982
Résultats du Grand Prix de Las Vegas (Caesars Palace Grand Prix) de Formule 1 1982 qui a eu lieu sur le circuit urbain du Caesars Palace à Las Vegas le 25 septembre 1982.

## Classement
| Pos. | No | Pilote             | Écurie          | Tours | Temps/Abandon                      | Grille | Points |
| ---- | -- | ------------------ | --------------- | ----- | ---------------------------------- | ------ | ------ |
| 1    | 3  | Michele Alboreto   | Tyrrell-Ford    | 75    | 1 h 41 min 56 s 888 (161,111 km/h) | 3      | 9      |
| 2    | 7  | John Watson        | McLaren-Ford    | 75    | + 27 s 292                         | 9      | 6      |
| 3    | 25 | Eddie Cheever      | Ligier-Matra    | 75    | + 56 s 45                          | 4      | 4      |
| 4    | 15 | Alain Prost        | Renault         | 75    | + 1 min 08 s 648                   | 1      | 3      |
| 5    | 6  | Keke Rosberg       | Williams-Ford   | 75    | + 1 min 11 s 375                   | 6      | 2      |
| 6    | 5  | Derek Daly         | Williams-Ford   | 74    | + 1 tour                           | 14     | 1      |
| 7    | 29 | Marc Surer         | Arrows-Ford     | 74    | + 1 tour                           | 17     |        |
| 8    | 4  | Brian Henton       | Tyrrell-Ford    | 74    | + 1 tour                           | 19     |        |
| 9    | 22 | Andrea De Cesaris  | Alfa Romeo      | 73    | + 2 tours                          | 18     |        |
| 10   | 23 | Bruno Giacomelli   | Alfa Romeo      | 73    | + 2 tours                          | 16     |        |
| 11   | 30 | Mauro Baldi        | Arrows-Ford     | 73    | + 2 tours                          | 24     |        |
| 12   | 17 | Rupert Keegan      | March-Ford      | 73    | + 2 tours                          | 25     |        |
| 13   | 18 | Raul Boesel        | March-Ford      | 69    | + 6 tours                          | 23     |        |
| Nc.  | 9  | Manfred Winkelhock | ATS-Ford        | 62    | Non classé                         | 20     |        |
| Abd. | 8  | Niki Lauda         | McLaren-Ford    | 53    | Surchauffe                         | 13     |        |
| Abd. | 33 | Tommy Byrne        | Theodore-Ford   | 39    | Sortie de piste                    | 26     |        |
| Abd. | 35 | Derek Warwick      | Toleman-Hart    | 32    | Bougies                            | 10     |        |
| Abd. | 11 | Elio De Angelis    | Lotus-Ford      | 28    | Moteur                             | 21     |        |
| Abd. | 28 | Mario Andretti     | Ferrari         | 26    | Suspension                         | 7      |        |
| Abd. | 1  | Nelson Piquet      | Brabham-BMW     | 26    | Bougies                            | 12     |        |
| Abd. | 16 | René Arnoux        | Renault         | 20    | Moteur                             | 2      |        |
| Abd. | 2  | Riccardo Patrese   | Brabham-BMW     | 17    | Embrayage                          | 5      |        |
| Abd. | 12 | Nigel Mansell      | Lotus-Ford      | 8     | Collision                          | 22     |        |
| Abd. | 26 | Jacques Laffite    | Ligier-Matra    | 5     | Allumage                           | 11     |        |
| Np.  | 27 | Patrick Tambay     | Ferrari         |       | Problème physique                  | 8      |        |
| Np.  | 14 | Roberto Guerrero   | Ensign-Ford     |       | Moteur                             | 15     |        |
| Np.  | 31 | Jean-Pierre Jarier | Osella-Ford     |       | Accident                           |        |        |
| Nq.  | 36 | Teo Fabi           | Toleman-Hart    |       | Non qualifié                       |        |        |
| Nq.  | 10 | Eliseo Salazar     | ATS-Ford        |       | Non qualifié                       |        |        |
| Nq.  | 20 | Chico Serra        | Fittipaldi-Ford |       | Non qualifié                       |        |        |

## Pole position et record du tour
- Pole position : Alain Prost en 1 min 16 s 356 (vitesse moyenne : 172,089 km/h).
- Meilleur tour en course : Michele Alboreto en 1 min 19 s 639 au 59e tour (vitesse moyenne : 164,995 km/h).

## Tours en tête
- Alain Prost : 38 (1 / 15-51)
- René Arnoux : 13 (2-14)
- Michele Alboreto : 24 (52-75)

## Statistiques
- 1re victoire pour Michele Alboreto ;
- 1er meilleur tour en course pour Michele Alboreto ;
- 22e victoire pour Tyrrell en tant que constructeur ;
- 152e victoire pour Ford-Cosworth en tant que motoriste ;
- 128e et dernier Grand Prix de Mario Andretti ;
- À l'issue de cette course, Keke Rosberg est champion du monde des pilotes et Ferrari est champion du monde des constructeurs.